# Placebo (álbum)
| Críticas profissionais                                                      | Críticas profissionais |
| Avaliações da crítica                                                       | Avaliações da crítica  |
| Fonte                                                                       | Avaliação              |
| --------------------------------------------------------------------------- | ---------------------- |
| AllMusic                                                                    | [ 1 ]                  |
| Esta tabela precisa de ser acompanhada por texto em prosa. Consulte o guia. |                        |

Placebo é o primeiro álbum de estúdio da banda inglesa Placebo, lançado em 16 de julho de 1996 através da Virgin Records.
O disco mistura o punk rock, influenciado pelas bandas Dead Kennedys e Joy Division nas músicas "Come Home" e "36 Degrees", com melodias mais sofisticada, vista nas músicas "I Know" e "Lady of the Flowers", essas sendo influenciadas por Sonic Youth e PJ Harvey.
O álbum possui uma temática sexual e melancólica que retrata também a personalidade da banda. Ganhou disco de ouro na Inglaterra e repercussão moderada nos Estados Unidos. O álbum foi remasterizado e reeditado em 2006 pelo 10º aniversário da banda.[carece de fontes?]

## Faixas
| N.º | Título                             | Duração |  |
| 1.  | "Come Home"                        | 5:09    |  |
| 2.  | "Teenage Angst"                    | 2:42    |  |
| 3.  | "Bionic"                           | 5:00    |  |
| 4.  | "36 Degrees"                       | 3:05    |  |
| 5.  | "Hang on to Your IQ"               | 5:13    |  |
| 6.  | "Nancy Boy"                        | 3:48    |  |
| 7.  | "I Know"                           | 4:44    |  |
| 8.  | "Bruise Pristine"                  | 3:35    |  |
| 9.  | "Lady of the Flowers"              | 4:47    |  |
| 10. | "Swallow"                          | 22:24   |  |
| 11. | "Hong Kong Farewell" (faixa extra) | 14:52   |  |

| Reedição de 2006 |                                |         |  |
| N.º              | Título                         | Duração |  |
| 1.               | "Paycheck" (demo)              | 2:59    |  |
| 2.               | "Flesh Mechanic" (demo)        | 4:28    |  |
| 3.               | "Drowning By Numbers" (b-side) | 2:57    |  |
| 4.               | "Slackerbitch" (b-side)        | 3:24    |  |
| 5.               | "H.K. Farewell"                | 7:31    |  |

| DVD bónus (2006) |                                            |         |  |
| N.º              | Título                                     | Duração |  |
| 1.               | "Come Home" (Alexandra Palace – 2006)      |         |  |
| 2.               | "Teenage Angst" (The Big Breakfast – 1996) |         |  |
| 3.               | "Nancy Boy" (Top Of The Pops – 1997)       |         |  |
| 4.               | "Lady of the Flowers" (Glastonbury – 1998) |         |  |
| 5.               | "Teenage Angst" (The White Room – 1997)    |         |  |
| 6.               | "Bruise Pristine" (Top Of The Pops – 1997) |         |  |
| 7.               | "36 Degrees" (Wembley Arena – 2004)        |         |  |
| 8.               | "36 Degrees" (promo)                       |         |  |
| 9.               | "Teenage Angst" (promo)                    |         |  |
| 10.              | "Nancy Boy" (promo)                        |         |  |
| 11.              | "Bruise Pristine" (promo)                  |         |  |